# 桑泰克
桑泰克（法語：Santec，法語發音：[sɑ̃tɛk]）是法国菲尼斯泰尔省的一个市镇，位于该省北部，属于莫尔莱区。

## 地理
桑泰克（48°42'11"N, 4°1'45"W）面积8.06 平方千米，位于法国布列塔尼大區菲尼斯泰尔省，该省份为法国最西部的省份，位于布列塔尼半岛西部，北西南三面环大西洋，东临阿摩尔滨海省和莫尔比昂省。
与桑泰克接壤的市镇（或旧市镇、城区）包括：普卢古尔姆、罗斯科夫、圣波勒德莱昂。

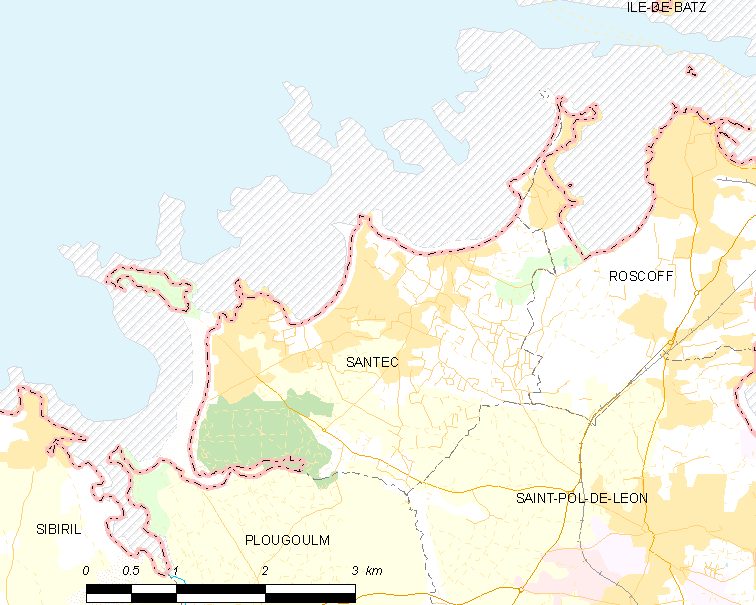
桑泰克的OSM定位图

桑泰克的时区为UTC+01:00、UTC+02:00（夏令时）。

## 行政
桑泰克的邮政编码为29250，INSEE市镇编码为29273。

## 政治
桑泰克所属的省级选区为圣波勒德莱昂县。

## 人口

1962-2008年间桑泰克人口变化图示

桑泰克于2022年1月1日时的人口数量为2435人。